# Ракета «повітря — повітря»

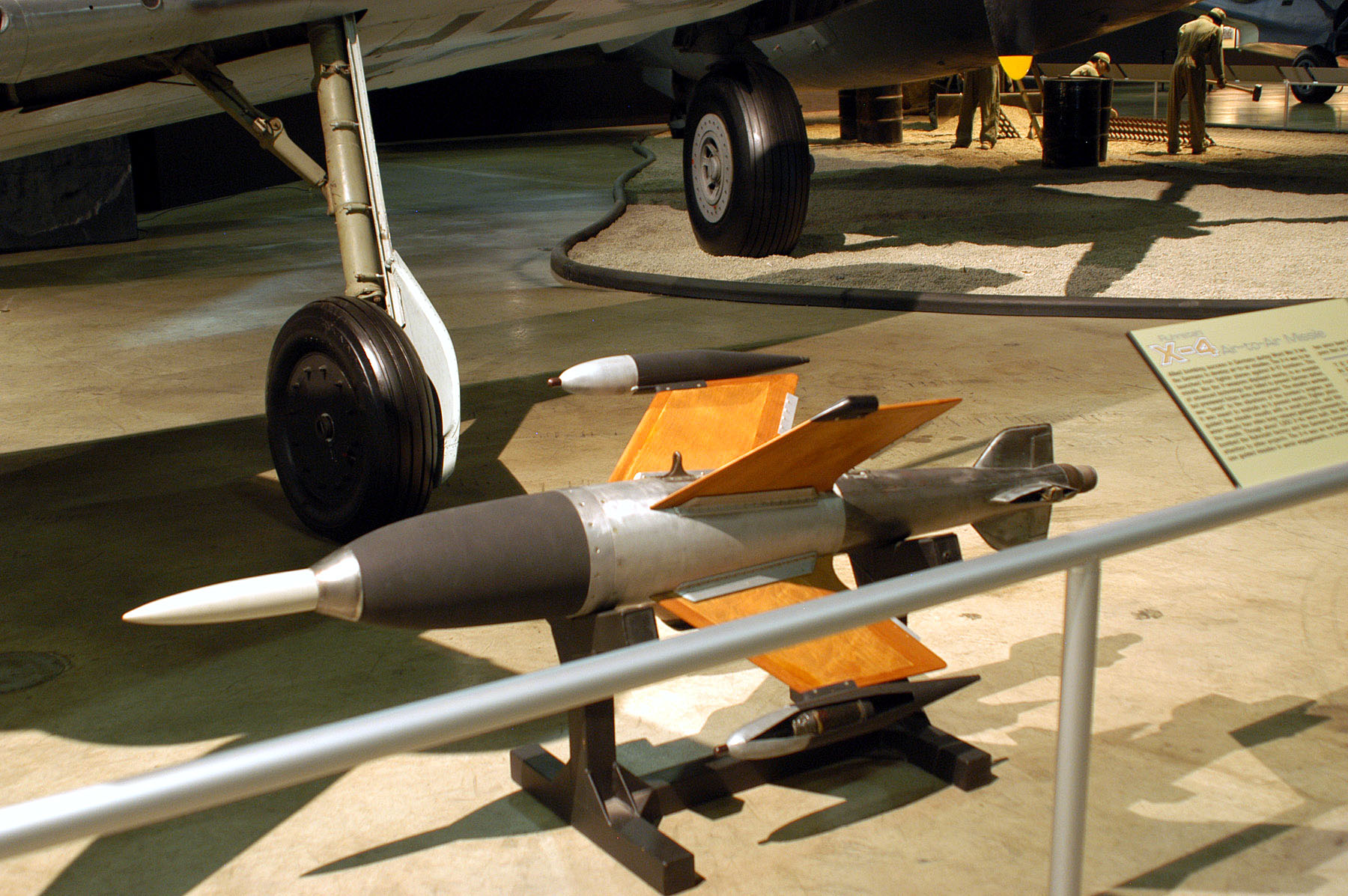
Перша у світі ракета класу «повітря — повітря» Ruhrstahl X-4. Третій Рейх. 1943

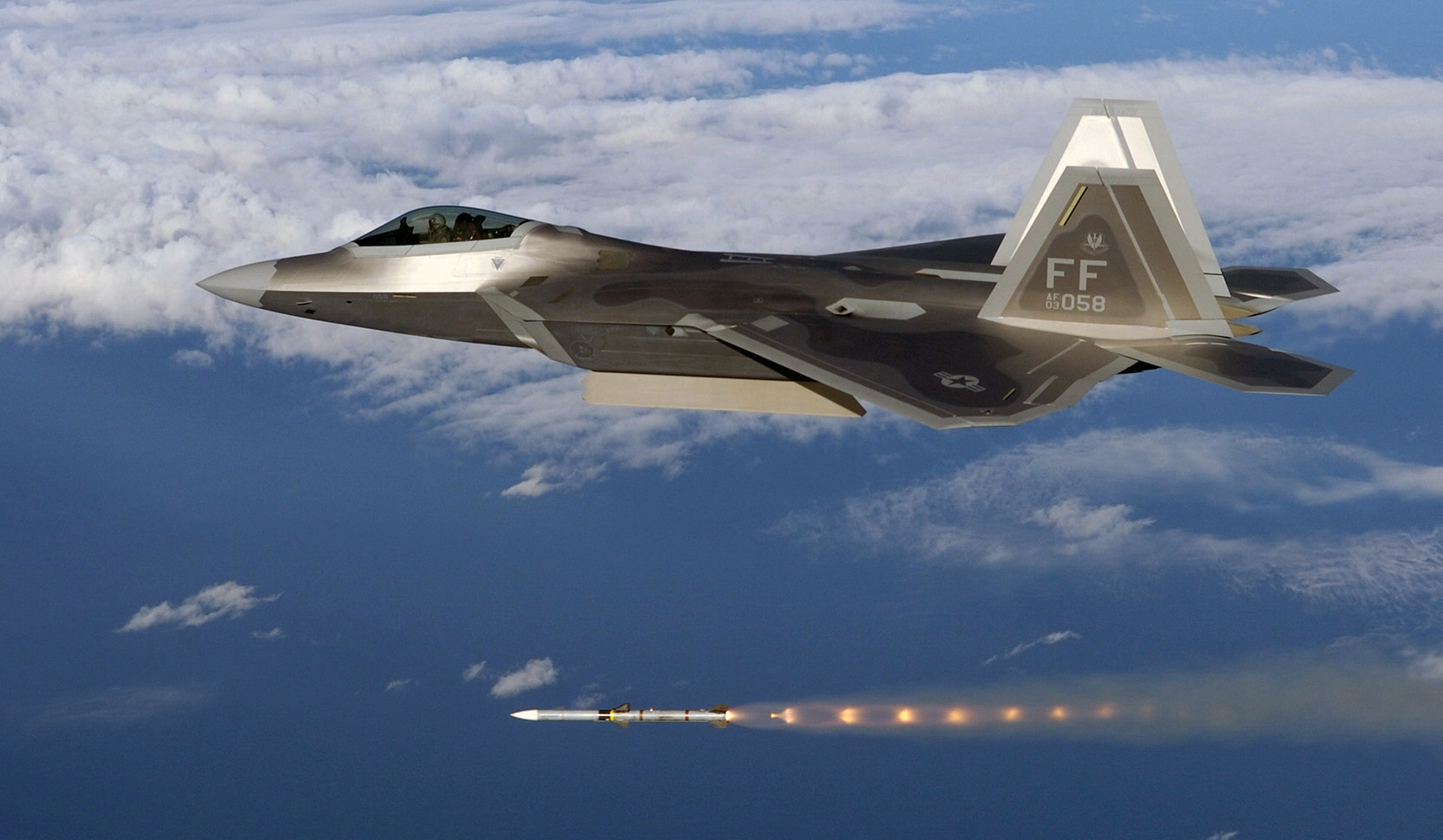
Винищувач ВПС США F-22 «Раптор» здійснює пуск ракети «повітря — повітря» AIM-120 AMRAAM

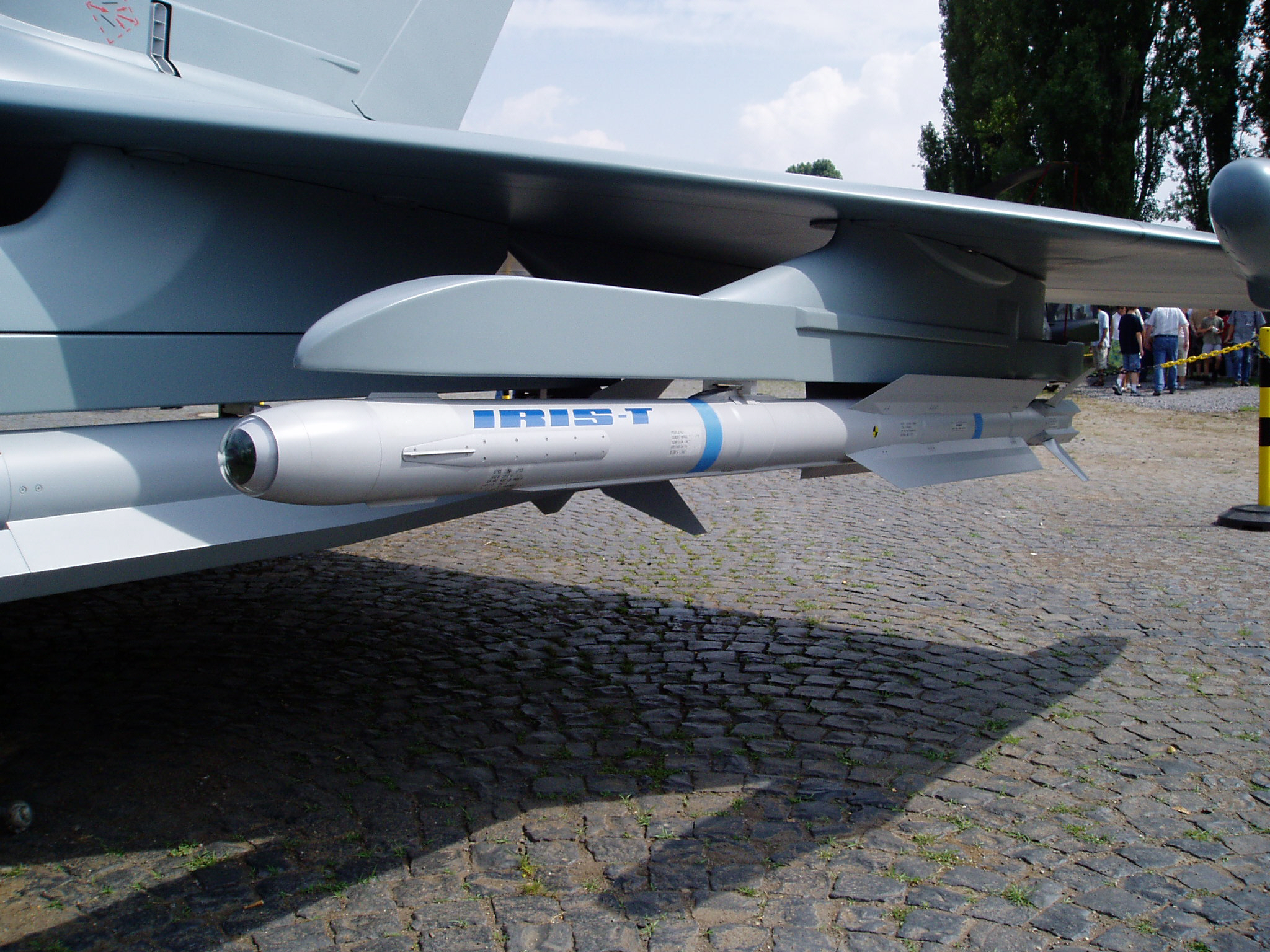
Сучасна ракета IRIS-T класу «повітря — повітря», що перебуває на озброєнні Люфтваффе

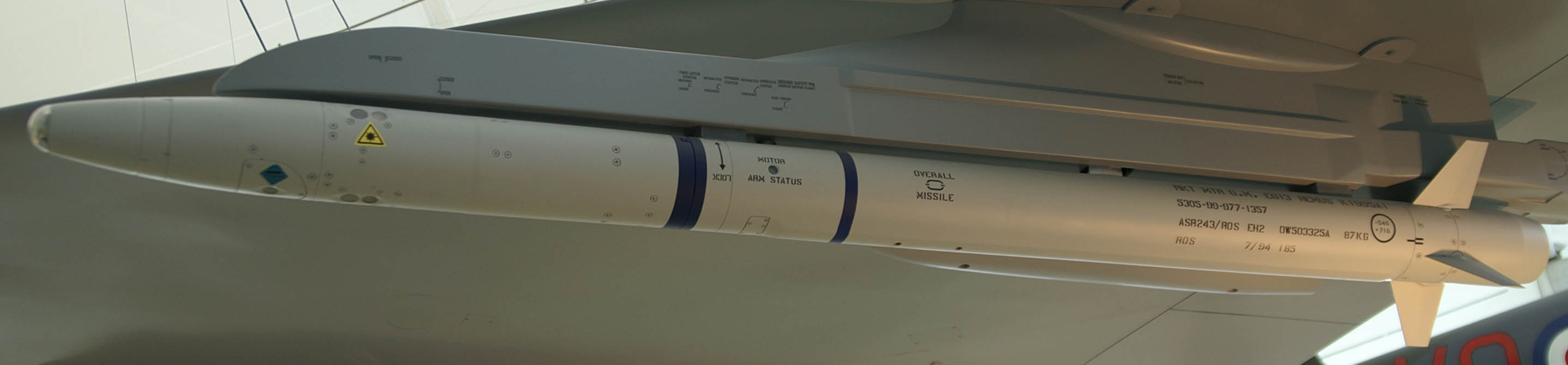
Ракета AIM-132 ASRAAM на винищувачу Eurofighter Typhoon Королівських військово-повітряних сил Великої Британії

Ракета «повітря — повітря» — керована авіаційна ракета, призначена для ураження літальних апаратів противника у повітряному бою. Перші керовані ракети цього класу з'явилися наприкінці Другої світової війни в Німеччині. Перша перемога у повітряному бою за допомогою ракети «повітря — повітря» була здобута 24 вересня 1958 року. Ракети «повітря — повітря» класифікуються за дальністю і типу головки самонаведення. Ракета «повітря — повітря», як правило, має один або декілька ракетних двигунів, як правило, на твердому паливі, але іноді на рідкому паливі.